# Ordre du Mérite naval (Espagne)
Voir aussi : Ordre du Mérite civil (Espagne), Ordre du mérite militaire (Espagne) et Ordre du Mérite
L’ordre du Mérite naval (en espagnol : Cruces del Mérito Naval) est une distinction militaire espagnole pour la bravoure ou le mérite en temps de guerre ou de paix. Elle est décernée aux membres des forces navales espagnoles, à la Guardia Civil ou aux civils.

## Historique
Dans la réglementation actuellement en vigueur, la décoration est conférée dans les classes suivantes :
- grand-Croix : aux généraux, aux amiraux ou au personnel civil de rang équivalent ;
- croix : aux autres officiers, aux sous-officiers ou au personnel civil de rang équivalent.

Les quatre catégories sont les suivantes :
- avec décoration rouge (en espagnol : con distintivo rojo) ;
- avec décoration bleue (en espagnol : con distintivo azul) ;
- avec décoration jaune (en espagnol : con distintivo amarillo) ;
- avec décoration blanche (en espagnol : con distintivo blanco).

## Description
| Grand-croix de la division rouge | Grand-croix de la division bleue | Grand-croix de la division jaune | Grand-croix de la division blanche |
| Croix de la division rouge       | Croix de la division bleue       | Croix de la division jaune       | Croix de la division blanche       |

Le ruban de l'ordre (ou de la croix) est :
- rouge avec une étroite bande jaune centrale, pour la « décoration rouge » ;
- avec une large bande jaune centrale et des bandes rouges latérales de largeur presque égale[1], pour la « décoration blanche » ;
- pour la « décoration bleue » et la « décoration jaune », le ruban est identique à celui de la « décoration blanche », mais s'y ajoutent sur les deux bord d'étroites bandes respectivement bleues et jaunes.

Le ruban est identique pour la grand-croix, mais avec au centre la couronne royale espagnole.
| Division | Caractéristiques | Croix | Grand-croix |
| -------- | --- | ----- | ----------- |
| Rouge    | Récompense les mérites et services rendus dans une zone de conflit armé                                                       |       |             |
| Bleue    | Récompense les mérites et services rendus à l'occasion de missions internationales, notamment au profit de l'ONU ou de l'OTAN |       |             |
| Jaune    | Récompense les mérites et services rendus ayant entraîné des blessures graves                                                 |       |             |
| Blanche  | Récompense les mérites et services rendus en dehors d'une zone de conflit armé                                                |       |             |